# JULIE SONG CALENDAR
『JULIE SONG CALENDAR』（ジュリー・ソング・カレンダー）は、日本の歌手である沢田研二の19作目となるオリジナルアルバム。
1983年3月5日にアポロン音楽工業（後のバンダイ・ミュージックエンタテインメント）からカセットテープのみでリリースされた。
その後CD化され、1991年と1996年に東芝EMIから、また2005年にはユニバーサルミュージックから再リリースされている。

## 解説
本作はTBSラジオの「NISSANミッドナイトステーション沢田研二 夜は気ままに」の番組内企画で作られた曲をまとめた作品で、カセットアルバムとしてリリースされた。
1982年4月～1983年3月にかけて各界の女性有名人が作詞し、沢田が作曲した作品をひと月に1曲ずつ「今月の歌」として発表したものだが、アルバム内ではカレンダー通りの順番には並んでいない。
青島美幸は青島幸男の娘。微美杏里は藤真利子の筆名。多岐川裕美は1981年にドラマ「いつか黄昏の街で」で共演している。編曲と演奏はEXOTICSのメンバーが担当しており他に坪倉唯子、野宮真貴（「ウィークエンド・サンバ」でのデュエット）、岡田徹などが参加している。
企画当初よりオノ・ヨーコへの作詞依頼を計画していたが、断念したと沢田が同番組内で語っている。
本作はカセットテープのみのリリースで発売当時は卓上カレンダー(1983.4~1984.3)が特典だった。1991年にCD化されるまでは非常に入手困難な作品だった。

## 収録曲
- 全作曲：沢田研二

1. 裏切り者と朝食を（2月）
  - 作詞:里中満智子／編曲:吉田建
2. ボンヴォワヤージュ（4月）
  - 作詞:湯川れい子／編曲:吉田建
3. 目抜き通りの6月（6月）
  - 作詞:竹内まりや／編曲:吉田建
4. ウィークエンド・サンバ（10月）
  - 作詞:落合恵子／編曲:吉田建
5. Sweet Surrender（8月）
  - 作詞:原由子／編曲:吉田建
6. CHI SEI（君は誰）（12月）
  - 作詞:ALESSANDRA MUSSOLINI／編曲:吉田建
    - 1984年のシングル『AMAPOLA』のB面としてシングルカットされている。
7. YOU'RE THE ONLY GIRL（9月）
  - 作詞:アン・ルイス／編曲:西平彰
8. ラスト　スパーク（11月）
  - 作詞:青島美幸／編曲:柴山和彦
9. 一人ぼっちのパーティー（3月）
  - 作詞:研ナオコ／編曲:吉田建
10. SCANDAL!!（7月）
  - 作詞:微美杏里／編曲:吉田建
    - 1982年の映画『男はつらいよ 花も嵐も寅次郎』冒頭の夢のシーンで、沢田がこの曲を歌いながら登場する。
11. す・て・き・にかん違い（5月）
  - 作詞:多岐川裕美／編曲:西平彰
12. Free Free Night（1月）
  - 作詞:名取裕子／編曲:柴山和彦
13. BURNING SEXY SILENT NIGHT (PLUS ONE)
  - 作詞:沢田研二／編曲:西平彰
    - クリスマスソングとして（1981年12月と1982年12月の計2回）番組内で放送された。

## 参加ミュージシャン
- 沢田研二 - リードボーカル
- エキゾティクス
  - 吉田建 - ベース
  - 上原裕 - ドラムス
  - 柴山和彦 - ギター
  - 安田尚哉 - ギター
  - 西平彰 - キーボード

ゲストミュージシャン
- アン・ルイス - バックグラウンドボーカル（7曲目）
- 坪倉唯子 - バックグラウンドボーカル（7曲目）
- 松崎澄夫 - バックグラウンドボーカル（7曲目）
- 野宮真貴 - サイドボーカル（4曲目）
- ペッカー - パーカッション（2,5,7曲目）
- 浜口茂外也 - パーカッション（3曲目）
- 武川雅寛 - ヴァイオリン（1,3,4,6曲目）
- 岡田徹 - プロフェット5（2,4曲目）
- 西沢幸彦 - パンパイプ（1曲目）
- 矢口博康 - サクソフォーン（9曲目）
- 宮下明 - フリューゲルホルン（5曲目）
- 浦田恵司 - シンセサイザープログラミング
- 助川宏 - シンセサイザープログラミング